# Disparomitus rufocostatus
Disparomitus rufocostatus är en insektsart som beskrevs av Peter Esben-Petersen 1922. 
Disparomitus rufocostatus ingår i släktet Disparomitus och familjen fjärilsländor. Inga underarter finns listade i Catalogue of Life.